# Rita Reys
Rita Reys (21. prosince 1924 Rotterdam – 28. července 2013 Breukelen) byla nizozemská jazzová zpěvačka. Její otec byl houslista a dirigent a v dětství se tedy nedostala k jazzu, ale nejprve ke klasické hudbě. Roku 1943 se poprvé potkala se svým manželem, bubeníkem Wesselem Ilckenem (v roce 1945 se za něj vdala). V následujících letech hrála s Ilckenovou kapelou a od roku 1950 měla vlastní soubor. Během následujících let spolupracovala s řadou hudebníků, mezi něž patří Donald Byrd, Hank Mobley nebo Horace Silver. Později byl jejím manželem klavírista Pim Jacobs.